# Jirisan
Le Jirisan est le second plus haut sommet de la Corée du Sud, après le volcan Hallasan, et l'une des trois montagnes majeures du pays, avec le Seoraksan. Il se dresse dans le parc national du même nom, qui se partage entre les provinces de Gyeongsang du Sud, Jeolla du Nord,  et Jeolla du Sud.
Sept temples bouddhistes, considérés comme des temples majeurs, se trouvent sur la montagne. Hwaeomsa en est le plus grand et le plus renommé, et recèle un grand nombre de trésors nationaux (notamment des œuvres d'art datant d'entre le VIIe siècle et le Xe siècle).
Durant la guerre de Corée, les forces armées nord-coréennes occupent la région en 1950. Après la reprise du territoire par les forces onusiennes, nombre de partisans nord-coréens poursuivent la guérilla dans la montagne jusqu'en 1955, date où ils sont finalement battus, soit deux ans après le cessez-le-feu de part et d'autre du 38e parallèle,.